# FMA SAIA 90
FMA SAIA 90
- 用途：戦闘機
- 分類：制空戦闘機
- 製造者：FMA（英語版）社
- 生産数：0機
- 運用状況：計画中止

FMA SAIA 90は、1980年代半ばにアルゼンチンのFMA (Fábrica Militar de Aviones)によって設計された制空戦闘機。SAIA 90は国家再編成プロセスによって開始されたアルゼンチンの国産戦闘機を開発する目的のACA (Avión Caza Argentino)計画の最終段階だった。
計画は3段階あった。
- FMA IA 63 パンパ - 練習/攻撃機[1]。アメリカのリング・テムコ・ボート社がIA 63をベースに開発したパンパ 2000が、アメリカ空軍の統合基本練習機システム（英語版）（JPTATS）の候補機に選定されたが、T-6 テキサン IIに敗れた。
- FMA IA 67 コルドバ - 軽爆撃機計画だが完成しなかった。
- SAIA 90 - （小レーダー反射断面積の）ステルス制空戦闘機

## 歴史
1980年以降、FMAとドイツのドルニエ社は共同でIA 63の開発を進めていて両社は将来の航空機の生産に合意した。
練習機の開発は最初の3段階はFMAの戦略で1960年代半ば以降FMA IA 58 プカラの開発に発展した。この戦略の段階にIA 63が含まれていた。
ドルニエは空軍が独自の要求を盛り込んだ初期の軍用機の一連の設計を担当した。

## 詳細
ドルニエ社の分析によれば、航空機は高度6,000メートルでマッハ0.9での機動性、高度9,000メートルでマッハ0.9から1.5までの急加速及び急減速、インテグラルタンクと最小のレーダー反射断面積と熱紋（ステルス）を備える事が求められた。
装備可能な武装:
- 1 マウザー BK-27機関砲 弾数150発
- 2 AAM 赤外線誘導式 (AIM-9 サイドワインダー級)
- 4 AAM レーダー誘導式 (AIM-120 AMRAAM級)
- 5000 kgまでの空対地爆弾

### アビオニクス
空対空レーダーは5 m2の標的を電子妨害の無い状況下で90 kmの距離で検出し、同時に6の標的を追跡してIFFで識別する。空対地攻撃のためにレーダーは地形を照合できる。

## 仕様
- 用途: 多用途
- 乗員: 1人。複座型の練習機仕様も計画された。
- 全長: 15.53 m
- 全高: 3.96 m
- 翼幅: 10.95 m
- 翼面積: 30 m²
- 車輪距離: 6.60 m
- 空虚重量: 7,800 kg
- 最大離陸重量: 14,500 kg
- 最大翼面荷重: 266.67 kg/m²
- 最高速度: マッハ 2.25
- 最大上昇率: 15,000 m/min
- 巡航高度: 15,000 m
- 航続距離: 3380 km
- エンジン: 2 GE F404 ターボファン
- 武装: 11箇所のハードポイントで合計 5,000 kg : 胴体下部4箇所、主翼下2箇所、翼端2箇所、中央に1箇所。同様に27 mmリボルバー式キャノン
- アビオニクス: 90㎞の距離から5 m2の標的を検出可能な空対空レーダー。
- 費用: 不明だが第4.5世代機よりは安い。